# 潮汕华侨史
《潮汕华侨史》是中国广东省汕头市作家李宏新编纂的一部论述海外潮州华侨的通史，该书由暨南大学出版社于2016年8月出版，归属于「潮汕文库·研究系列」丛书。全书分为绪言、上编“出洋移民”和下编“海外潮人社会”三部分，共15章，总计43万字，定价人民币60元。

## 创作背景
中国的潮汕地区（原潮州府）是著名的侨乡，从古至今有大量的潮州人侨居移民到海外，如东南亚一带便有不少潮州人。清朝末年起，学术界开始关注华侨，一些华侨史书也陆续出版，而在这些华侨史书中，便有较大篇幅介绍到潮州华侨，但是至今系统、连贯、全面地介绍潮州华侨历史的史书还未曾有，导致很多人只知道一些著名的海外潮州人的事迹，却无法清楚地知晓整段历史。所以李宏新根据多年的研究成果，编纂了《潮汕华侨史》一书。

## 创作过程
李宏新在编纂这本书时，收集梳理分析了大量的原始材料，穷尽式地阅读潮州府志、潮州各县志等地方志，将涉及到潮州人出海远洋和海外经商的资料进行梳理分析，把有重大历史意义和有历史节点性的事件写入书中。除了地方志等史书外，信件体材的侨批也是研究华侨的一大重要史料。李宏新经常到汕头市侨批文物馆收集资料，让侨批作为编纂过程中的基础素材之一。在客观记载史实的基础上，李宏新将侨批中的叙述进行调整，使其更加生动形象，拉近与读者的距离。除了研究原始文献和参考今人的研究成果之外，李宏新还常到华侨的祖籍村落等地方开展田野调查。

## 内容
| 上编：出洋移民     |                                                              |
| 第一章             | 肇始：海事初开                                               |
| 第二章             | 隋唐：商贸渐兴                                               |
| 第三章             | 宋元：海交频繁                                               |
| 第四章             | 明代：批量移殖                                               |
| 第五章             | 清初：战火移民潮                                             |
| 第六章             | 清代开海：大规模移民                                         |
| 第七章             | 鸦片战争后、汕头开埠至中华人民共和国成立：“海外一潮汕”的形成 |
| 下编：海外潮人社会 |                                                              |
| 第八章             | 泰国                                                         |
| 第九章             | 新加坡                                                       |
| 第十章             | 马来西亚                                                     |
| 第十一章           | 印度尼西亚                                                   |
| 第十二章           | 越南                                                         |
| 第十三章           | 柬埔寨                                                       |
| 第十四章           | 中国香港                                                     |
| 第十五章           | 中国台湾                                                     |

该书上编“出洋移民”依朝代时间顺序对潮州华侨史进行介绍，分为七章，自先秦开始，经隋朝、唐朝、宋朝、元朝、明朝、清朝，直到中华民国大陆时期。下编「海外潮人社会」则分为八章，依次介绍了泰国、新加坡、马来西亚、印度尼西亚、越南、柬埔寨、香港、台湾这八个有众多潮州人移民的国家和地区的当地情况、潮州人移民情况、经济活动、文化生活和潮州人社团。
该书根据科学考古结论和已有的原始材料，梳理归纳出潮州华侨史的多个「第一次」。如潮汕地区最早的海上活动发生在石器时代的南澳岛，潮汕地区最早参与海上丝绸之路活动的时间是在西汉中期至东汉期间，正史中记载的第一条有关潮汕地区的海上交通信息发生于西汉元鼎五年（公元前112年），现存古地方志提及潮州人最早从事海上贸易的时间是隋大业六年（公元610年），第一次明确记载潮州人跟海外商人在海上交易且有潮州人旅居海外不归的文献是唐长庆三年（公元823年）韩愈的文章，正史中首次明确记载有海外商人到达潮汕地区的时间是北宋太平兴国五年（公元980年）等。
该书亦通过考证，纠正了之前一些积非成是的谬误。如「海内一潮汕，海外一潮汕」的说法广为流传，意为海外的潮州人人数众多，与中国内地的潮州人人数相当。不过李宏新在该书中指出，海外的潮州人并没有那么多，因为目前学术界常用的潮州人移民海外的资料，一般引用自饶宗颐编纂的《潮州志·户口志》中的记载，不少人根据记载的进出人数进行相减作差，得到海外潮州人的人数，但饶宗颐的来源是潮州海关的《1869－1934年汕头口岸进出口旅客统计表》，原始统计表中记载的单位是人次而不是人数，所以存在着重复计算的可能，导致得出的数据不准确。李宏新根据估算在书中提出，中华人民共和国成立前海外潮州人的人数约为400万人，这与以往的传统认知存在偏差。
该书注重考证，详尽列出注释和参考文献，亦有对来源的可靠性进行评估，便于读者验证真伪，了解论证过程。书中较少对人物和事件的褒贬进行分析，偏重于客观中立地记录梳理史料，如将林道乾等人的称呼由带有贬义的「海盗」改称为较为中立的「海上商贸武装集团」。

## 评价
中国人民政治协商会议广东省委员会委员、原汕头大学党委书记黄赞发认为该书见解持正，论述专业，史料充实，行文清晰，是迄今最为全面、立体、连贯地展现潮汕居民各个阶段出洋、移民史迹，以及海外潮人社会在不同历史时期发展状况的佳作。在韩山师范学院潮学研究院举办的第106期潮学沙龙上，林伦伦校长、黄挺教授对于李宏新的对此书撰写态度和方法表示肯定。潮汕历史文化研究中心副理事长陈荆淮表示，作为一部有关潮汕及海外潮人的华侨通史，《潮汕华侨史》填补了潮学研究的一项空白，为今后的潮学研究提供了良好的借鉴。该书亦荣获潮汕历史文化研究中心举办的第八届“潮学奖”著作类一等奖。

## 影响
有不少读者和网友对该书表示出强大的兴趣。有读者根据该书内容，撰写长达七八万字的阅读指南，标记出书中的重点，对书中内容作注释。也有网友根据书中提及的地名，制作出旅游指南。